# Billionaire
Billionaire ist ein zweiteiliger Pornospielfilm des Regisseurs Alessandro Del Mar aus dem Jahr 2008. Er wurde bei den US-amerikanischen AVN Awards 2010 als Best Foreign Feature ausgezeichnet. Der Film ist der erste Titel, den das Studio auf Blu-ray Disc veröffentlicht hat.
Billionaire ist als Nachfolgewerk zum Film Millionaire zu sehen. Der zweite Teil wurde im Februar 2009 veröffentlicht, unter anderen mit folgenden Darstellern: Aletta Ocean, Cherry Jul, Pamela Ann, Dona Bell, Lulu Martinez, Sera Passion, Blue Angel, Kathy Campbel, Joe Monti, Tarra White.

## Handlung
Die Suche nach einem Schatz bringt die Protagonisten zu luxuriösen Orten.

## Auszeichnungen
- 2010: AVN Award – Best Foreign Feature
- 2009: Hot d’Or – Best European Movie
- 2009: Hot d’Or – Best European Director (Alessandro del Mar für Billionaire)
- 2009: Hot d’Or – Best European Actress (Tarra White in Billionaire)